# NHL Entry Draft 1982
Der NHL Entry Draft 1982 fand am 9. Juni 1982 im Forum de Montréal in Montréal in der kanadischen Provinz Québec statt. Bei der 20. Auflage des NHL Entry Draft wählten die Teams der National Hockey League (NHL) in zwölf Runden insgesamt 252 Spieler aus. Als First Overall Draft Pick wurde der kanadische Verteidiger Gord Kluzak von den Boston Bruins berücksichtigt. Auf den Positionen zwei und drei folgten Brian Bellows für die Minnesota North Stars und Gary Nylund für die Toronto Maple Leafs. Die Reihenfolge des Drafts ergab sich aus der umgekehrten Abschlusstabelle der abgelaufenen Spielzeit 1981/82, jedoch mit der Neuerung, dass die Playoff-Teams nun unabhängig von ihrer Punktzahl hinter den Mannschaften einsortiert wurden, die die Playoffs verpassten. Damit wurde dem Umstand Rechnung getragen, dass der Playoff-Modus zuvor geändert wurde und sich nun die besten vier Teams jeder Division qualifizierten, unabhängig von der Punktzahl der Mannschaften in anderen Divisionen.
Im Entry Draft 1982 wurde eine gegenüber den Vorjahren deutlich höhere Anzahl von US-Amerikanern berücksichtigt, sodass sowohl der High-School- als auch der College-Bereich (NCAA) mehr Spieler stellte als die dritte große kanadische Juniorenliga, die Ligue de hockey junior majeur du Québec (LHJMQ). Zudem wählten die NHL-Teams mehr tschechoslowakische und sowjetische Spieler aus, in der Hoffnung, diese bei einer Freigabe oder gar bei einem möglichen Fall des Eisernen Vorhangs verpflichten zu können. Durch eine Regeländerung der NHL mussten die Rechte an diesen Akteuren nun zuvor im Draft erworben werben, während sie zuvor direkt als Free Agent einen Vertrag hätten unterschreiben können.
Eine Reihe von namhaften Spielern wurde in diesem Jahrgang jenseits der dritten Runde gewählt, darunter Ulf Samuelsson, Ray Ferraro, Ron Hextall und das spätere Hall-of-Fame-Mitglied Doug Gilmour. Weitere bedeutende Akteure sind die ebenfalls in der Hall of Fame vertretenen Scott Stevens, Phil Housley und Dave Andreychuk sowie Ron Sutter, Ken Daneyko, Tomas Sandström, Pat Verbeek und Kevin Dineen.

## Draftergebnis

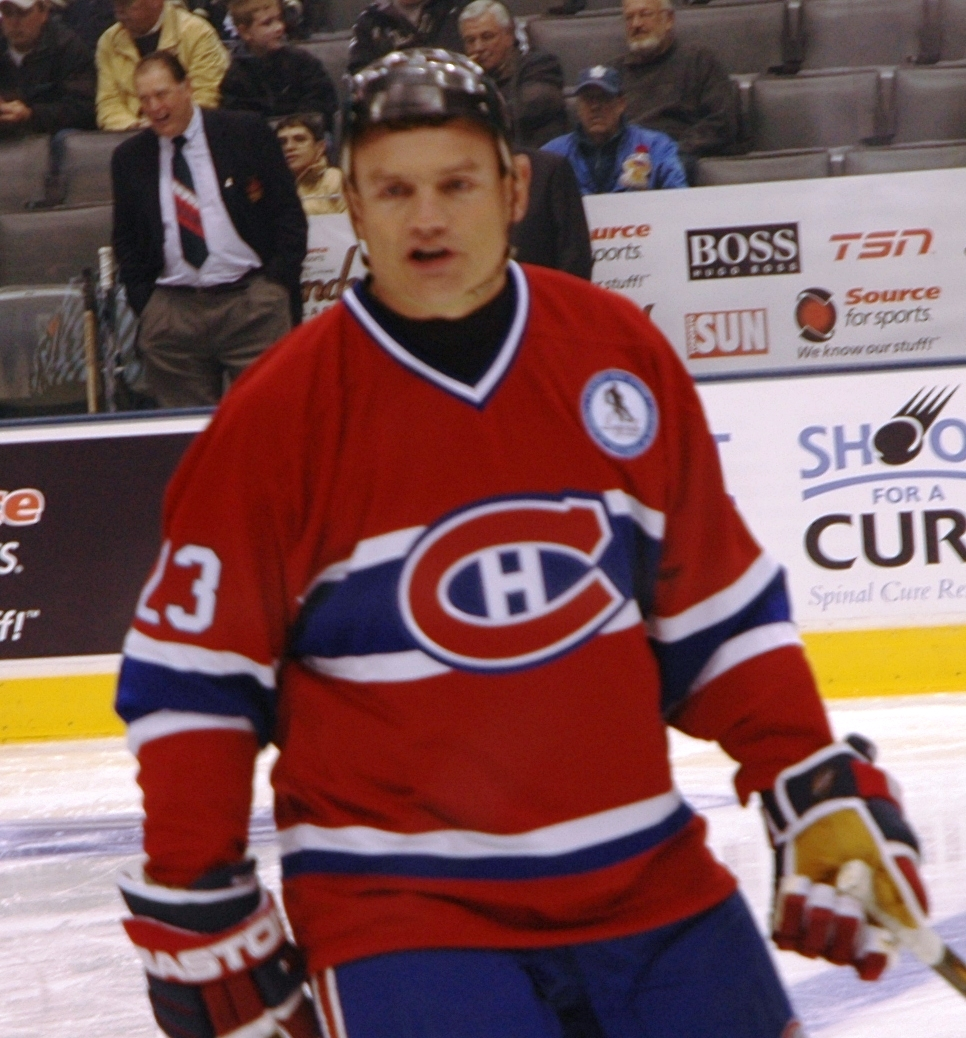
Brian Bellows, gewählt an Position 2

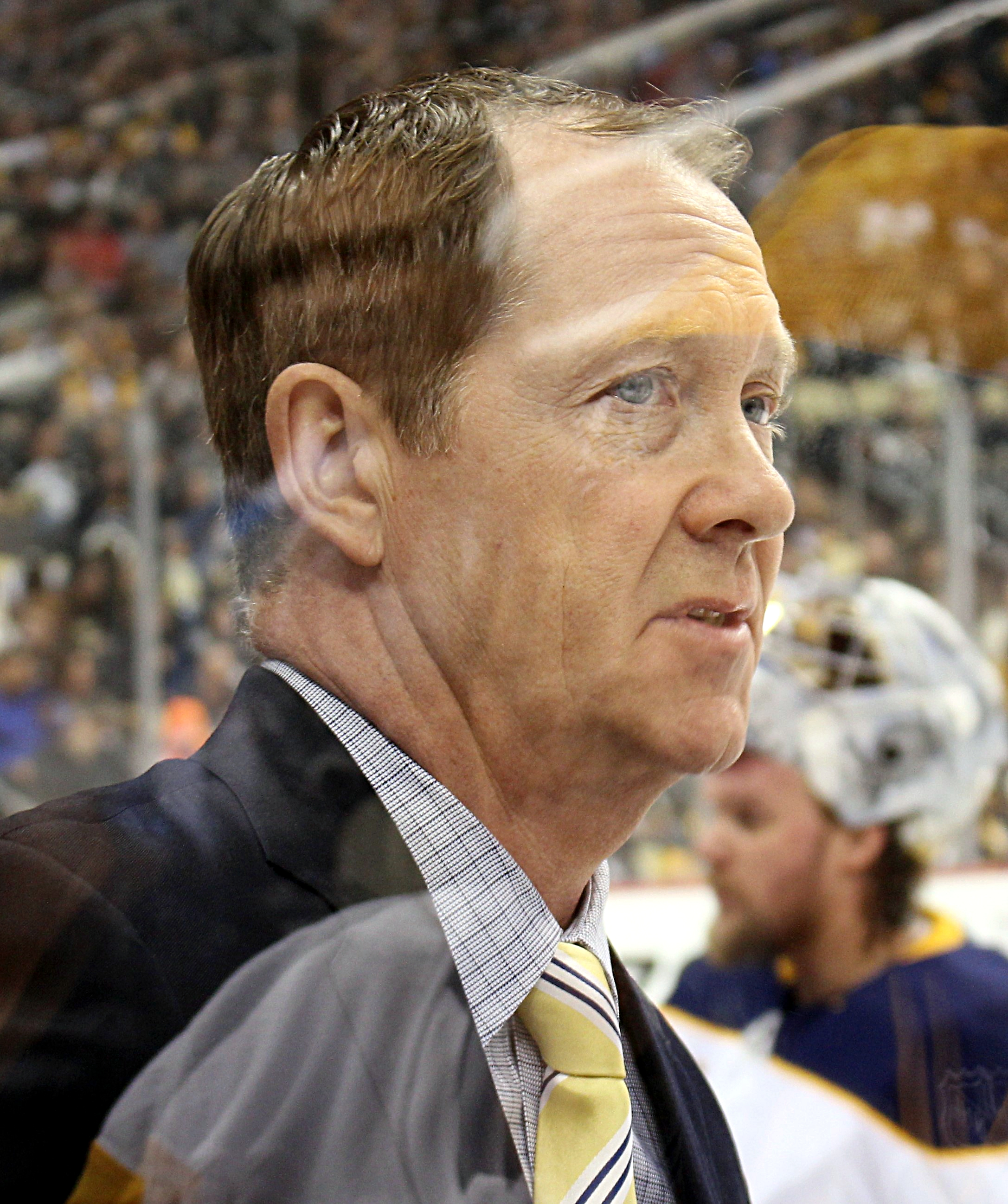
Phil Housley, gewählt an Position 6

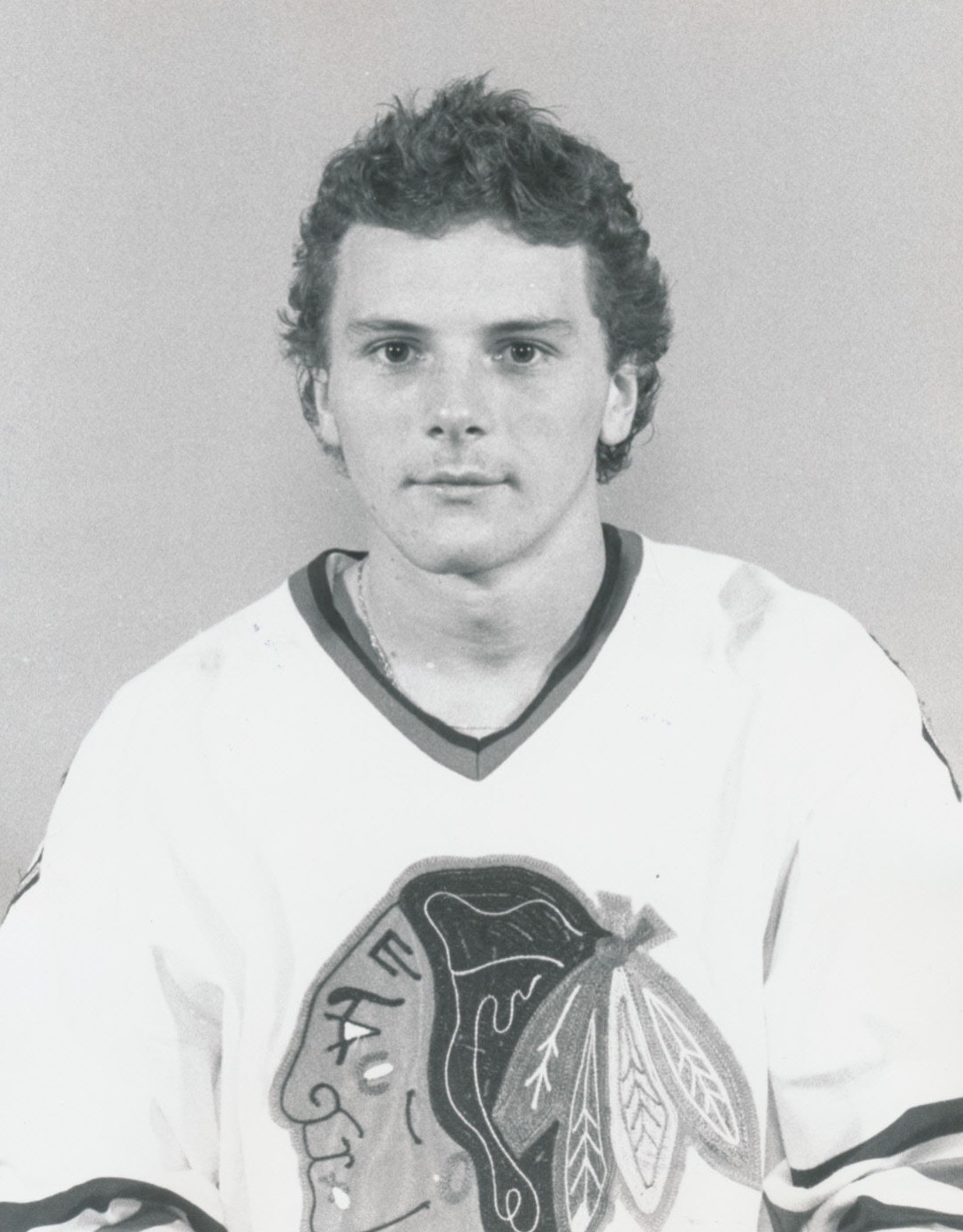
Ken Yaremchuk, gewählt an Position 7

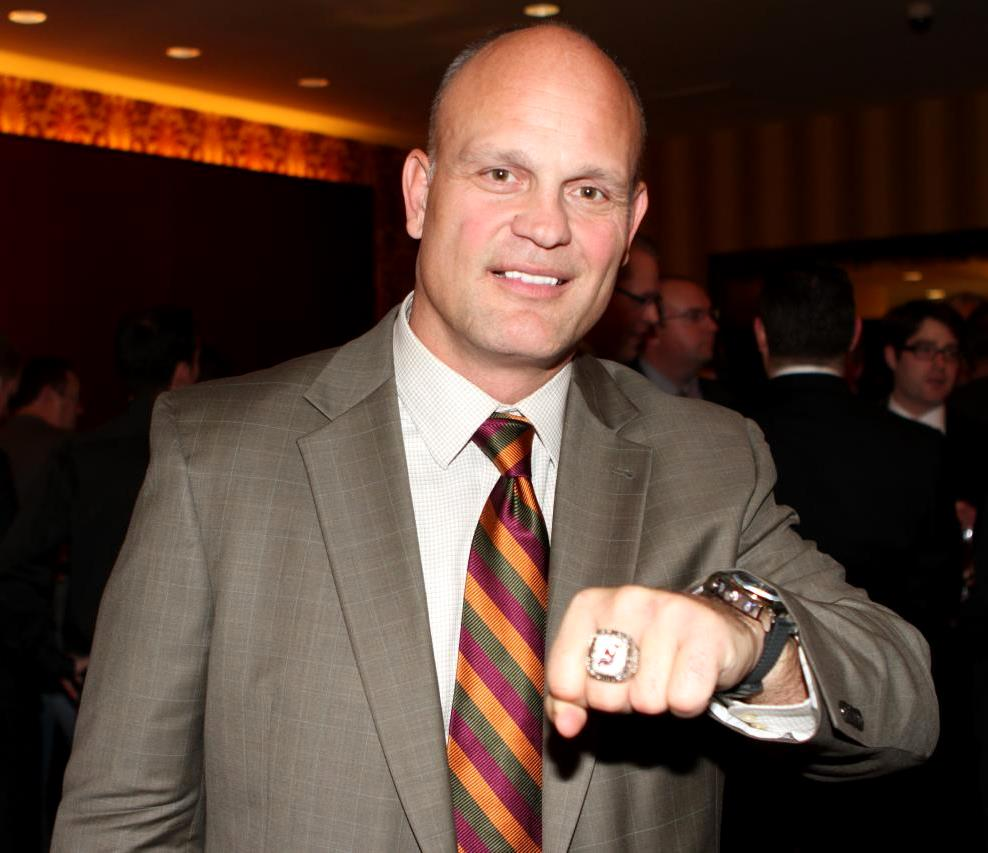
Ken Daneyko, gewählt an Position 18

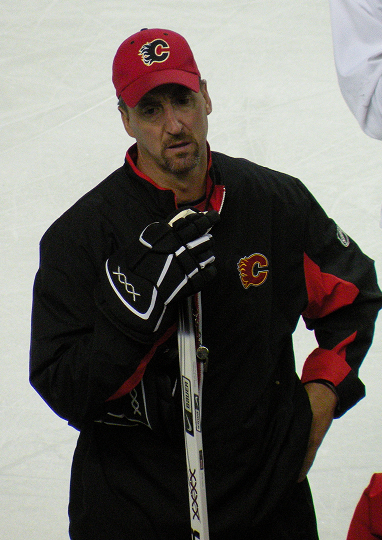
Jim Playfair, gewählt an Position 20

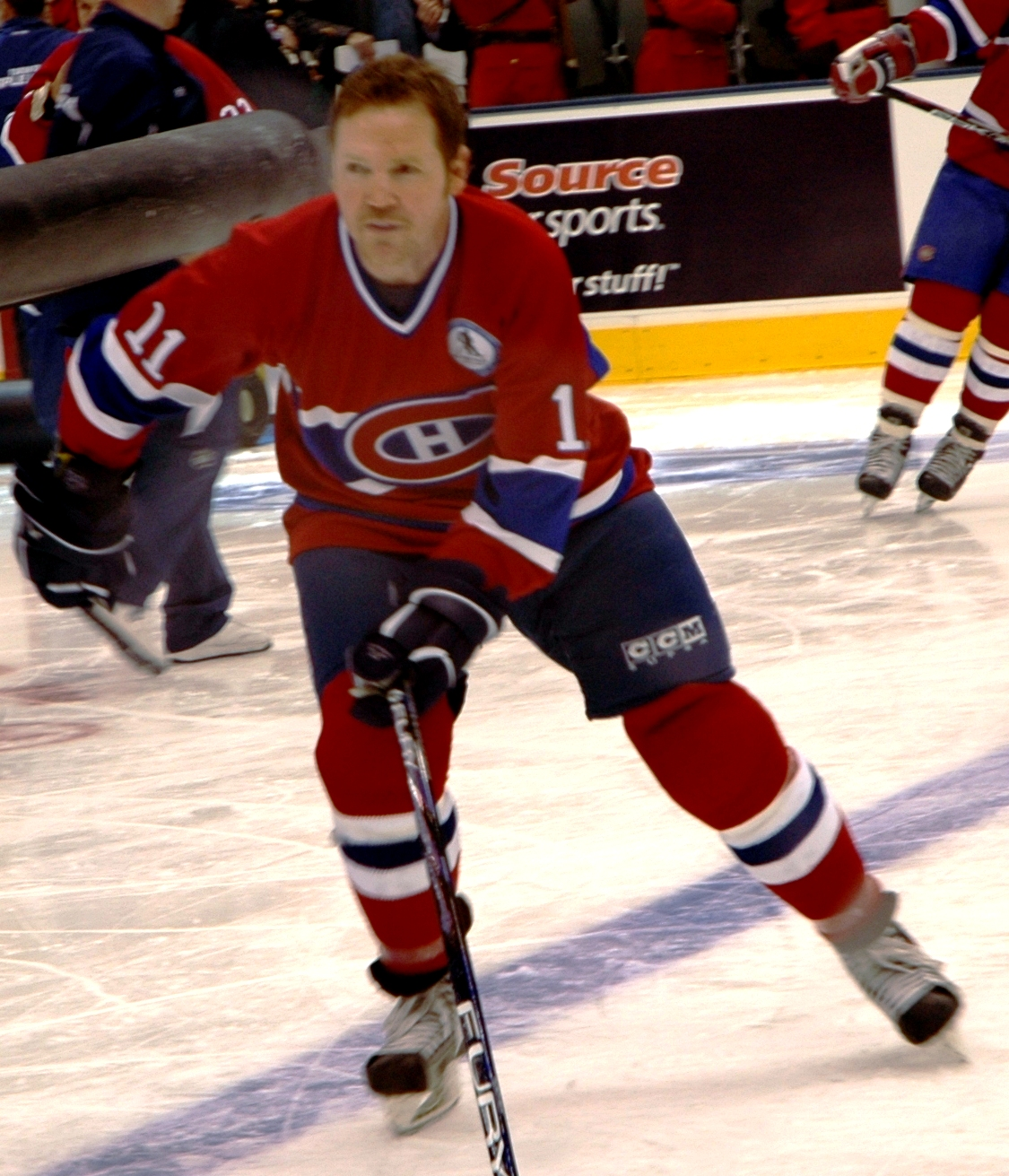
Gary Leeman, gewählt an Position 24

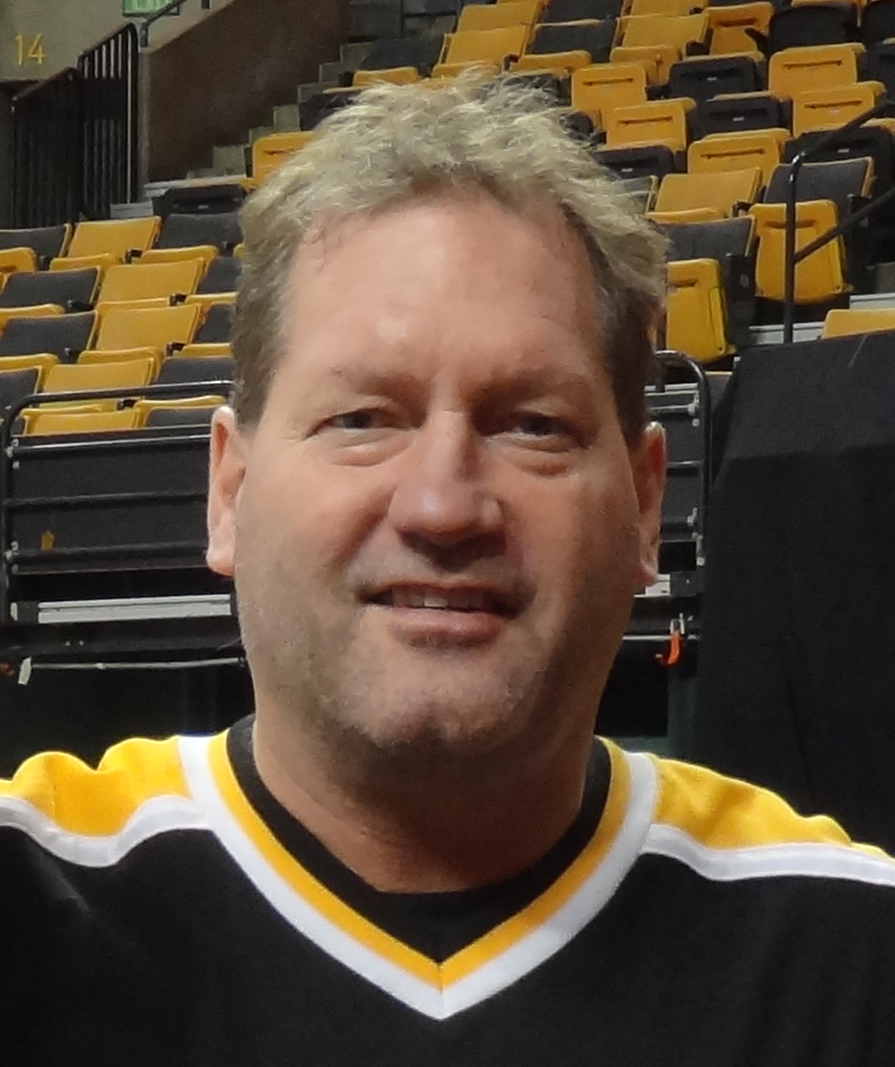
Lyndon Byers, gewählt an Position 39

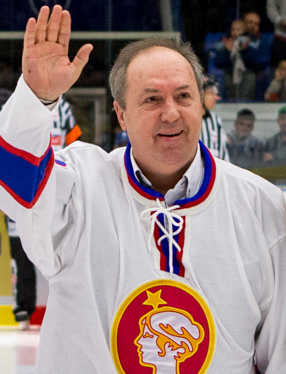
Milan Nový, gewählt an Position 58

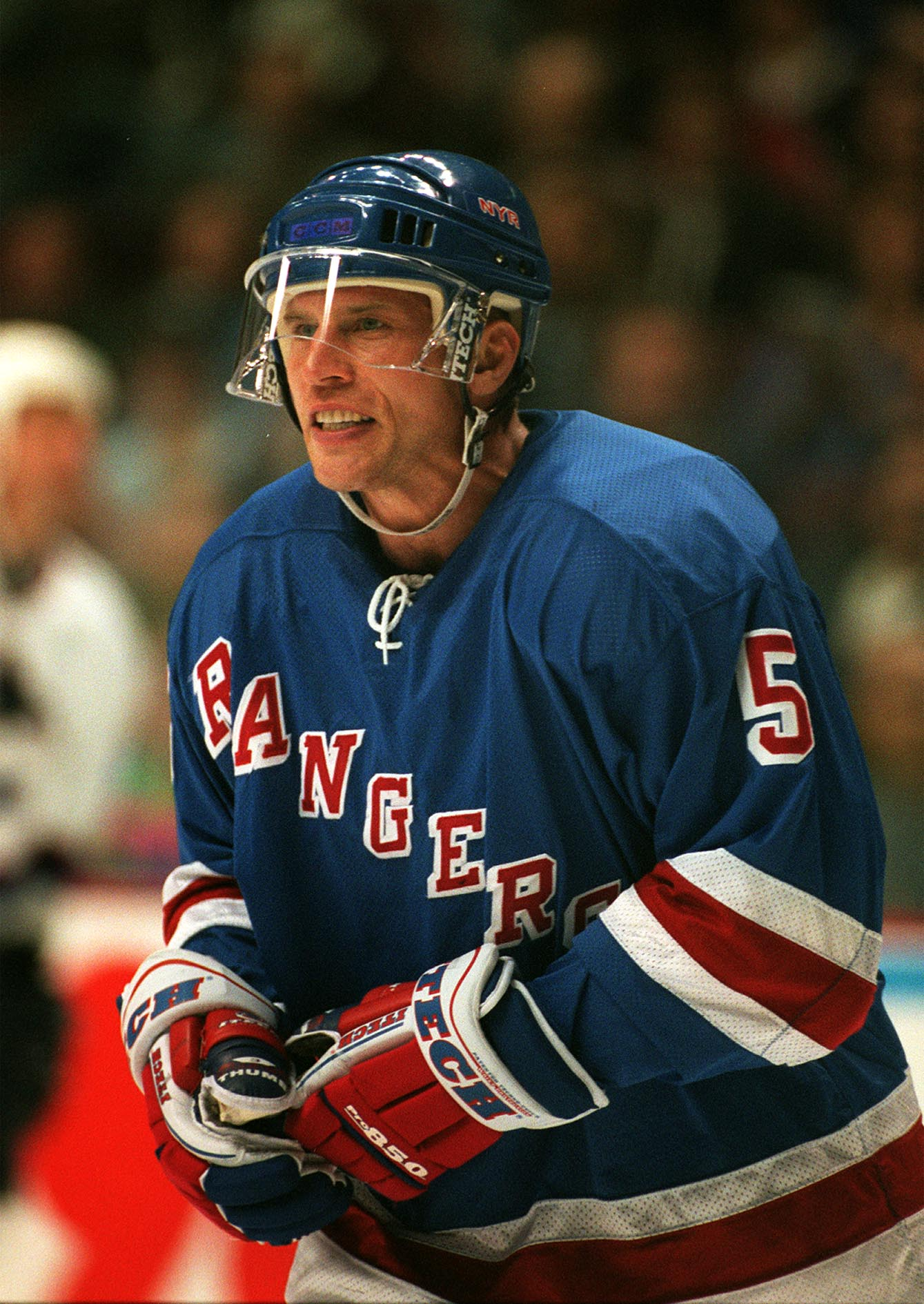
Ulf Samuelsson, gewählt an Position 67

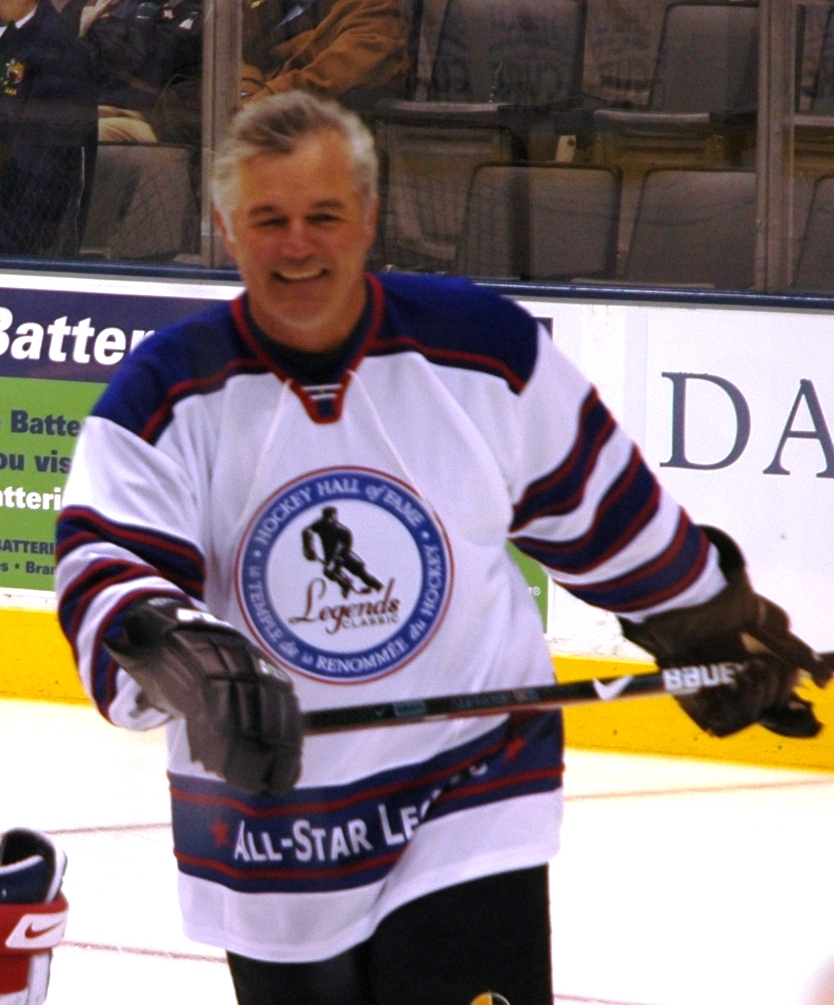
David Ellett, gewählt an Position 75

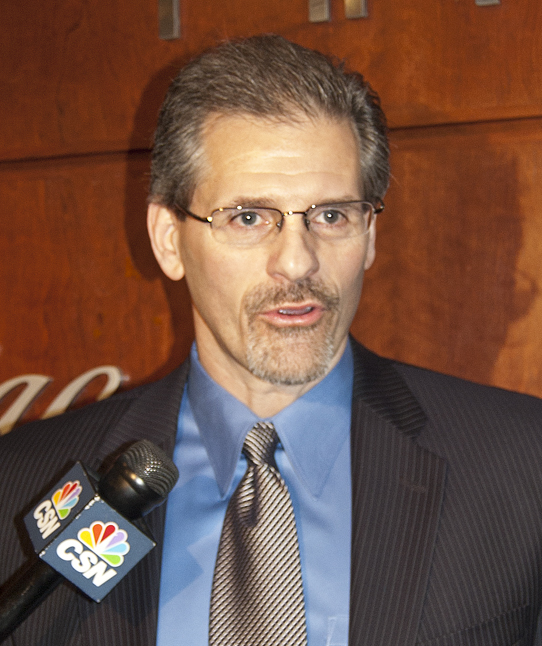
Ron Hextall, gewählt an Position 119

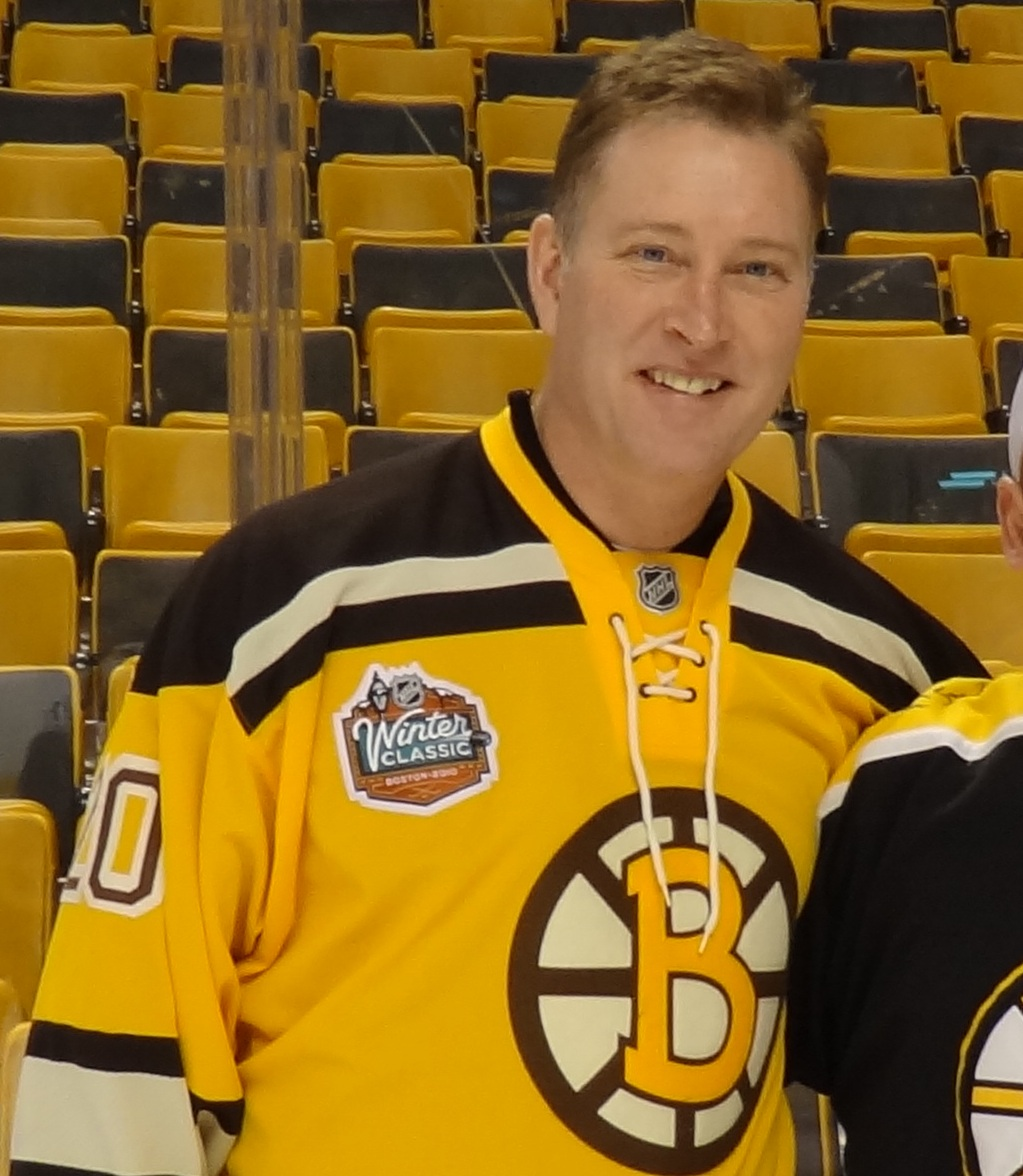
Bob Sweeney, gewählt an Position 123

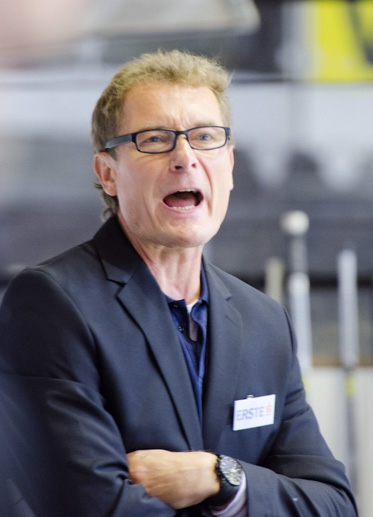
Hannu Järvenpää, gewählt an Position 145

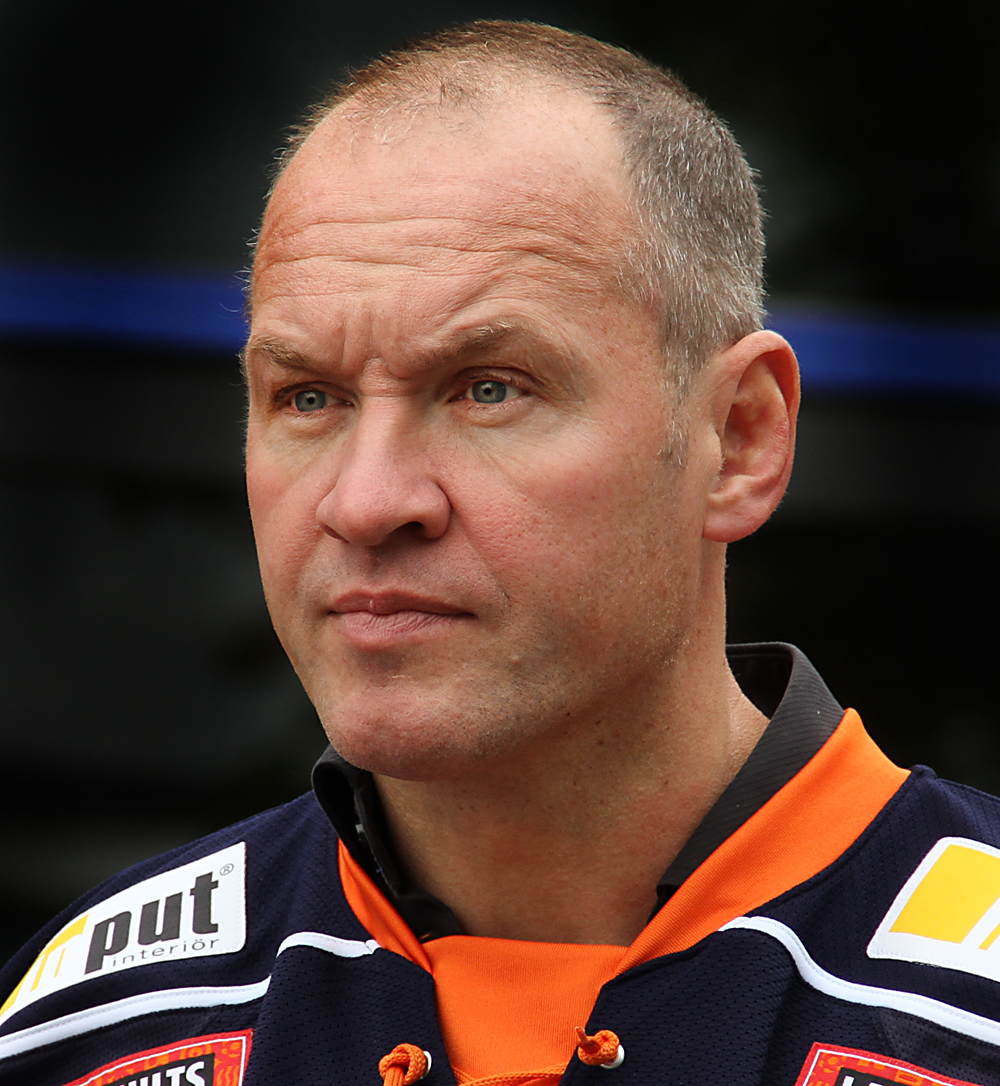
Janne Karlsson, gewählt an Position 162

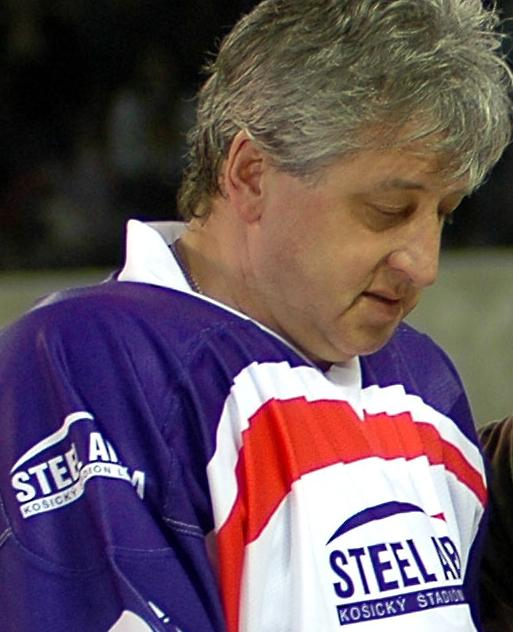
Vincent Lukáč, gewählt an Position 202

| Inhaltsverzeichnis Runde 1 \| Runde 2 \| Runde 3 \| Runde 4 \| Runde 5 \| Runde 6 \| Runde 7 \| Runde 8 \| Runde 9 \| Runde 10 \| Runde 11 \| Runde 12 |

Abkürzungen:
Position mit C = Center, LW = linker Flügel, RW = rechter Flügel, D = Verteidiger, G = Torwart
Farblegende:
 = Spieler, die in die Hockey Hall of Fame aufgenommen wurden

### Runde 1
| #   | Spieler         | Nationalität       | Position | NHL-Team                                      | College-/Junioren-/Profi-Team          |
| --- | --------------- | ------------------ | -------- | --------------------------------------------- | -------------------------------------- |
| 1.  | Gord Kluzak     | Kanada             | D        | Boston Bruins (von New Jersey Devils)         | Billings Bighorns (WHL)                |
| 2.  | Brian Bellows   | Kanada             | RW       | Minnesota North Stars (von Detroit Red Wings) | Kitchener Rangers (OHL)                |
| 3.  | Gary Nylund     | Kanada             | D        | Toronto Maple Leafs                           | Portland Winter Hawks (WHL)            |
| 4.  | Ron Sutter      | Kanada             | C        | Philadelphia Flyers (von Hartford Whalers)    | Lethbridge Broncos (WHL)               |
| 5.  | Scott Stevens   | Kanada             | D        | Washington Capitals                           | Kitchener Rangers (OHL)                |
| 6.  | Phil Housley    | Vereinigte Staaten | D        | Buffalo Sabres (von Los Angeles Kings)        | South St. Paul High (US High School)   |
| 7.  | Ken Yaremchuk   | Kanada             | C        | Chicago Black Hawks                           | Portland Winter Hawks (WHL)            |
| 8.  | Rocky Trottier  | Kanada             | C        | New Jersey Devils (von St. Louis Blues)       | Billings Bighorns (WHL)                |
| 9.  | Paul Cyr        | Kanada             | LW       | Buffalo Sabres (von Calgary Flames)           | Victoria Cougars (WHL)                 |
| 10. | Rich Sutter     | Kanada             | RW       | Pittsburgh Penguins                           | Lethbridge Broncos (WHL)               |
| 11. | Michel Petit    | Kanada             | D        | Vancouver Canucks                             | Castors de Sherbrooke (LHJMQ)          |
| 12. | Jim Kyte        | Kanada             | D        | Winnipeg Jets                                 | Cornwall Royals (OHL)                  |
| 13. | David Shaw      | Kanada             | D        | Nordiques de Québec                           | Kitchener Rangers (OHL)                |
| 14. | Paul Lawless    | Kanada             | LW       | Hartford Whalers (von Philadelphia Flyers)    | Windsor Spitfires (OHL)                |
| 15. | Chris Kontos    | Kanada             | LW       | New York Rangers                              | Toronto Marlboros (OHL)                |
| 16. | Dave Andreychuk | Kanada             | LW       | Buffalo Sabres                                | Oshawa Generals (OHL)                  |
| 17. | Murray Craven   | Kanada             | C        | Detroit Red Wings (von Minnesota North Stars) | Medicine Hat Tigers (WHL)              |
| 18. | Ken Daneyko     | Kanada             | D        | New Jersey Devils (von Boston Bruins)         | Seattle Breakers (WHL)                 |
| 19. | Alain Héroux    | Kanada             | LW       | Canadiens de Montréal                         | Saguenéens de Chicoutimi (LHJMQ)       |
| 20. | Jim Playfair    | Kanada             | D        | Edmonton Oilers                               | Portland Winter Hawks (WHL)            |
| 21. | Pat Flatley     | Kanada             | RW       | New York Islanders                            | University of Wisconsin–Madison (NCAA) |

### Runde 2
| #   | Spieler          | Nationalität       | Position | NHL-Team                                                                | College-/Junioren-/Profi-Team        |
| --- | ---------------- | ------------------ | -------- | ----------------------------------------------------------------------- | ------------------------------------ |
| 22. | Brian Curran     | Kanada             | D        | Boston Bruins (von New Jersey Devils)                                   | Portland Winter Hawks (WHL)          |
| 23. | Yves Courteau    | Kanada             | RW       | Detroit Red Wings                                                       | Voisins de Laval (LHJMQ)             |
| 24. | Gary Leeman      | Kanada             | RW       | Toronto Maple Leafs                                                     | Regina Pats (WHL)                    |
| 25. | Peter Ihnačák    | Tschechoslowakei   | C        | Toronto Maple Leafs (von Hartford Whalers via Philadelphia Flyers)      | Sparta ČKD Prag (1. Liga)            |
| 26. | Mike Anderson    | Vereinigte Staaten | C        | Buffalo Sabres                                                          | North St. Paul High (US High School) |
| 27. | Mike Heidt       | Kanada             | D        | Los Angeles Kings                                                       | Calgary Wranglers (WHL)              |
| 28. | René Badeau      | Kanada             | D        | Chicago Black Hawks                                                     | Remparts de Québec (LHJMQ)           |
| 29. | Dave Reierson    | Kanada             | D        | Calgary Flames (von St. Louis Blues via Minnesota North Stars)          | Prince Albert Raiders (SJHL)         |
| 30. | Jens Johansson   | Schweden           | D        | Buffalo Sabres (von Calgary Flames)                                     | Piteå IF (Division 1)                |
| 31. | Jocelyn Gauvreau | Kanada             | D        | Canadiens de Montréal (von Pittsburgh Penguins)                         | Bisons de Granby (LHJMQ)             |
| 32. | Kent Carlson     | Vereinigte Staaten | D        | Canadiens de Montréal (von Vancouver Canucks via Minnesota North Stars) | St. Lawrence University (NCAA)       |
| 33. | David Maley      | Vereinigte Staaten | LW       | Canadiens de Montréal (von Winnipeg Jets)                               | Edina High (US High School)          |
| 34. | Paul Gillis      | Kanada             | C        | Nordiques de Québec                                                     | Niagara Falls Flyers (OHL)           |
| 35. | Mark Paterson    | Kanada             | D        | Hartford Whalers (von Philadelphia Flyers)                              | Ottawa 67’s (OHL)                    |
| 36. | Tomas Sandström  | Schweden           | RW       | New York Rangers                                                        | Fagersta AIK (Division 1)            |
| 37. | Richard Kromm    | Kanada             | LW       | Calgary Flames (von Buffalo Sabres)                                     | Portland Winter Hawks (WHL)          |
| 38. | Tim Hrynewich    | Kanada             | LW       | Pittsburgh Penguins (von Minnesota North Stars)                         | Sudbury Wolves (OHL)                 |
| 39. | Lyndon Byers     | Kanada             | LW       | Boston Bruins                                                           | Regina Pats (WHL)                    |
| 40. | Scott Sandelin   | Vereinigte Staaten | D        | Canadiens de Montréal                                                   | Hibbing High (US High School)        |
| 41. | Steve Graves     | Kanada             | LW       | Edmonton Oilers                                                         | Sault Ste. Marie Greyhounds (OHL)    |
| 42. | Vern Smith       | Kanada             | D        | New York Islanders                                                      | Lethbridge Broncos (WHL)             |

### Runde 3
| #   | Spieler         | Nationalität       | Position | NHL-Team                                                              | College-/Junioren-/Profi-Team          |
| --- | --------------- | ------------------ | -------- | --------------------------------------------------------------------- | -------------------------------------- |
| 43. | Pat Verbeek     | Kanada             | RW       | New Jersey Devils                                                     | Sudbury Wolves (OHL)                   |
| 44. | Carmine Vani    | Kanada             | LW       | Detroit Red Wings                                                     | Kingston Canadians (OHL)               |
| 45. | Ken Wregget     | Kanada             | G        | Toronto Maple Leafs                                                   | Lethbridge Broncos (WHL)               |
| 46. | Miroslav Dvořák | Tschechoslowakei   | D        | Philadelphia Flyers (von Hartford Whalers)                            | Motor České Budějovice (1. Liga)       |
| 47. | Bill Campbell   | Kanada             | D        | Philadelphia Flyers (von Washington Capitals)                         | Junior de Montréal (LHJMQ)             |
| 48. | Steve Seguin    | Kanada             | RW       | Los Angeles Kings                                                     | Kingston Canadians (OHL)               |
| 49. | Tom McMurchy    | Kanada             | LW       | Chicago Black Hawks                                                   | Brandon Wheat Kings (WHL)              |
| 50. | Mike Posavad    | Kanada             | D        | St. Louis Blues                                                       | Peterborough Petes (OHL)               |
| 51. | Jim Laing       | Vereinigte Staaten | D        | Calgary Flames                                                        | Clarkson University (NCAA)             |
| 52. | Troy Loney      | Kanada             | LW       | Pittsburgh Penguins                                                   | Lethbridge Broncos (WHL)               |
| 53. | Yves Lapointe   | Kanada             | LW       | Vancouver Canucks                                                     | Cataractes de Shawinigan (LHJMQ)       |
| 54. | Dave Kasper     | Kanada             | C        | New Jersey Devils (von Winnipeg Jets)                                 | Castors de Sherbrooke (LHJMQ)          |
| 55. | Mario Gosselin  | Kanada             | G        | Nordiques de Québec                                                   | Cataractes de Shawinigan (LHJMQ)       |
| 56. | Kevin Dineen    | Kanada             | RW       | Hartford Whalers (von Philadelphia Flyers)                            | University of Denver (NCAA)            |
| 57. | Corey Millen    | Vereinigte Staaten | C        | New York Rangers                                                      | Cloquet High (US High School)          |
| 58. | Milan Nový      | Tschechoslowakei   | C        | Washington Capitals (von Buffalo Sabres)                              | TJ Poldi SONP Kladno (1. Liga)         |
| 59. | Wally Chapman   | Vereinigte Staaten | C        | Minnesota North Stars (von Minnesota North Stars via Edmonton Oilers) | Edina High (US High School)            |
| 60. | Dave Reid       | Kanada             | LW       | Boston Bruins                                                         | Peterborough Petes (OHL)               |
| 61. | Scott Harlow    | Vereinigte Staaten | LW       | Canadiens de Montréal                                                 | East Bridgewater High (US High School) |
| 62. | Brent Loney     | Kanada             | LW       | Edmonton Oilers                                                       | Cornwall Royals (OHL)                  |
| 63. | Garry Lacey     | Kanada             | LW       | New York Islanders                                                    | Toronto Marlboros (OHL)                |

### Runde 4
| #   | Spieler          | Nationalität       | Position | NHL-Team                                                     | College-/Junioren-/Profi-Team    |
| --- | ---------------- | ------------------ | -------- | ------------------------------------------------------------ | -------------------------------- |
| 64. | Dave Gans        | Kanada             | C        | Los Angeles Kings (von New Jersey Devils)                    | Oshawa Generals (OHL)            |
| 65. | Dave Meszaros    | Kanada             | G        | Calgary Flames (von Detroit Red Wings)                       | Toronto Marlboros (OHL)          |
| 66. | Craig Coxe       | Vereinigte Staaten | C        | Detroit Red Wings (von Toronto Maple Leafs)                  | St. Albert Saints (AJHL)         |
| 67. | Ulf Samuelsson   | Schweden           | D        | Hartford Whalers                                             | Leksands IF (Elitserien)         |
| 68. | Timo Jutila      | Finnland           | D        | Buffalo Sabres (von Washington Capitals)                     | Tappara Tampere (SM-liiga)       |
| 69. | John DeVoe       | Vereinigte Staaten | RW       | Canadiens de Montréal (von Los Angeles Kings)                | Edina High (US High School)      |
| 70. | Bill Watson      | Kanada             | RW       | Chicago Black Hawks                                          | Prince Albert Raiders (SJHL)     |
| 71. | Shawn Kilroy     | Kanada             | G        | Vancouver Canucks (von St. Louis Blues)                      | Peterborough Petes (OHL)         |
| 72. | Mark Lamb        | Kanada             | C        | Calgary Flames                                               | Billings Bighorns (WHL)          |
| 73. | Vladimír Růžička | Tschechoslowakei   | C        | Toronto Maple Leafs (von Pittsburgh Penguins)                | CHZ Litvínov (1. Liga)           |
| 74. | Tom Martin       | Kanada             | LW       | Winnipeg Jets (von Vancouver Canucks)                        | Kelowna Buckaroos (BCJHL)        |
| 75. | David Ellett     | Vereinigte Staaten | D        | Winnipeg Jets                                                | Ottawa Junior Senators (COJHL)   |
| 76. | Jiří Lála        | Tschechoslowakei   | RW       | Nordiques de Québec                                          | Dukla Jihlava (1. Liga)          |
| 77. | Michael Hjälm    | Schweden           | LW       | Philadelphia Flyers                                          | MoDo AIK (Elitserien)            |
| 78. | Chris Jensen     | Kanada             | C        | New York Rangers                                             | Kelowna Buckaroos (BCJHL)        |
| 79. | Jeff Hamilton    | Kanada             | C        | Buffalo Sabres                                               | Providence College (NCAA)        |
| 80. | Bob Rouse        | Kanada             | D        | Minnesota North Stars                                        | Billings Bighorns (WHL)          |
| 81. | Dušan Pašek      | Tschechoslowakei   | C        | Minnesota North Stars (von Boston Bruins via Calgary Flames) | Slovan Bratislava (1. SNHL)      |
| 82. | Dave Ross        | Kanada             | G        | Los Angeles Kings (von Canadiens de Montréal)                | Seattle Breakers (WHL)           |
| 83. | Jaroslav Pouzar  | Tschechoslowakei   | LW       | Edmonton Oilers                                              | Motor České Budějovice (1. Liga) |
| 84. | Alan Kerr        | Kanada             | LW       | New York Islanders                                           | Seattle Breakers (WHL)           |

### Runde 5
| #    | Spieler          | Nationalität       | Position | NHL-Team                                   | College-/Junioren-/Profi-Team          |
| ---- | ---------------- | ------------------ | -------- | ------------------------------------------ | -------------------------------------- |
| 85.  | Scott Brydges    | Vereinigte Staaten | RW       | New Jersey Devils                          | St. Paul Mariner High (US High School) |
| 86.  | Brad Shaw        | Kanada             | D        | Detroit Red Wings                          | Ottawa 67’s (OHL)                      |
| 87.  | Eduard Uvíra     | Tschechoslowakei   | D        | Toronto Maple Leafs                        | Dukla Jihlava (1. Liga)                |
| 88.  | Ray Ferraro      | Kanada             | C        | Hartford Whalers                           | Penticton Knights (BCJHL)              |
| 89.  | Dean Evason      | Kanada             | C        | Washington Capitals                        | Kamloops Junior Oilers (WHL)           |
| 90.  | Darcy Roy        | Kanada             | LW       | Los Angeles Kings                          | Ottawa 67’s (OHL)                      |
| 91.  | Brad Beck        | Kanada             | D        | Chicago Black Hawks                        | Penticton Knights (BCJHL)              |
| 92.  | Scott Machej     | Kanada             | LW       | St. Louis Blues                            | Calgary Wranglers (WHL)                |
| 93.  | Lou Kiriakou     | Kanada             | D        | Calgary Flames                             | Toronto Marlboros (OHL)                |
| 94.  | Grant Sasser     | Vereinigte Staaten | C        | Pittsburgh Penguins                        | Portland Winter Hawks (WHL)            |
| 95.  | Ulf Isaksson     | Schweden           | LW       | Los Angeles Kings (von Vancouver Canucks)  | AIK Solna (Elitserien)                 |
| 96.  | Tim Mishler      | Vereinigte Staaten | C        | Winnipeg Jets                              | East Grand Forks High (US High School) |
| 97.  | Phil Stanger     | Kanada             | D        | Nordiques de Québec                        | Seattle Breakers (WHL)                 |
| 98.  | Todd Bergen      | Kanada             | C        | Philadelphia Flyers                        | Prince Albert Raiders (SJHL)           |
| 99.  | Sylvain Charland | Kanada             | LW       | Toronto Maple Leafs (von New York Rangers) | Cataractes de Shawinigan (LHJMQ)       |
| 100. | Bob Logan        | Kanada             | LW       | Buffalo Sabres                             | West Island Royals (LHJAQ)             |
| 101. | Marty Wiitala    | Vereinigte Staaten | C        | Minnesota North Stars                      | Superior High (US High School)         |
| 102. | Bob Nicholson    | Kanada             | D        | Boston Bruins                              | London Knights (OHL)                   |
| 103. | Kevin Houle      | Vereinigte Staaten | LW       | Canadiens de Montréal                      | Acton-Boxboro High (US High School)    |
| 104. | Dwayne Boettger  | Kanada             | D        | Edmonton Oilers                            | Toronto Marlboros (OHL)                |
| 105. | Rene Breton      | Kanada             | LW       | New York Islanders                         | Bisons de Granby (LHJMQ)               |

### Runde 6
| #    | Spieler          | Nationalität       | Position | NHL-Team                                                         | College-/Junioren-/Profi-Team          |
| ---- | ---------------- | ------------------ | -------- | ---------------------------------------------------------------- | -------------------------------------- |
| 106. | Mike Moher       | Kanada             | RW       | New Jersey Devils                                                | Kitchener Rangers (OHL)                |
| 107. | Claude Vilgrain  | Kanada             | RW       | Detroit Red Wings                                                | Voisins de Laval (LHJMQ)               |
| 108. | Ron Dreger       | Kanada             | LW       | Toronto Maple Leafs                                              | Saskatoon Blades (WHL)                 |
| 109. | Randy Gilhen     | Kanada             | LW       | Hartford Whalers                                                 | Winnipeg Warriors (WHL)                |
| 110. | Ed Kastelic      | Kanada             | RW       | Washington Capitals                                              | London Knights (OHL)                   |
| 111. | Jeff Parker      | Vereinigte Staaten | RW       | Buffalo Sabres (von Los Angeles Kings)                           | St. Paul Mariner High (US High School) |
| 112. | Mark Hatcher     | Vereinigte Staaten | D        | Chicago Black Hawks                                              | Niagara Falls Flyers (OHL)             |
| 113. | Perry Ganchar    | Kanada             | RW       | St. Louis Blues                                                  | Saskatoon Blades (WHL)                 |
| 114. | Jeff Vaive       | Kanada             | C        | Calgary Flames                                                   | Ottawa 67’s (OHL)                      |
| 115. | Craig Kales      | Vereinigte Staaten | RW       | Toronto Maple Leafs (von Pittsburgh Penguins)                    | Niagara Falls Flyers (OHL)             |
| 116. | Taylor Hall      | Kanada             | RW       | Vancouver Canucks                                                | Regina Pats (WHL)                      |
| 117. | Ernie Vargas     | Vereinigte Staaten | RW       | Canadiens de Montréal (von Winnipeg Jets)                        | Coon Rapids High (US High School)      |
| 118. | Mats Kihlström   | Schweden           | D        | Calgary Flames (von Nordiques de Québec via Washington Capitals) | Södertälje SK (Division 1)             |
| 119. | Ron Hextall      | Kanada             | G        | Philadelphia Flyers                                              | Brandon Wheat Kings (WHL)              |
| 120. | Tony Granato     | Vereinigte Staaten | LW       | New York Rangers                                                 | Northwood Prep (US High School)        |
| 121. | Jacob Gustavsson | Schweden           | G        | Buffalo Sabres                                                   | Almtuna IS (Division 1)                |
| 122. | Todd Carlile     | Vereinigte Staaten | D        | Minnesota North Stars                                            | North St. Paul High (US High School)   |
| 123. | Bob Sweeney      | Vereinigte Staaten | C        | Boston Bruins                                                    | Acton-Boxboro High (US High School)    |
| 124. | Mike Dark        | Kanada             | D        | Canadiens de Montréal                                            | Sarnia Bees (WOJHL)                    |
| 125. | Raimo Summanen   | Finnland           | LW       | Edmonton Oilers                                                  | Kiekko-Reipas (SM-liiga)               |
| 126. | Roger Kortko     | Kanada             | C        | New York Islanders                                               | Saskatoon Blades (WHL)                 |

### Runde 7
| #    | Spieler            | Nationalität       | Position | NHL-Team                                      | College-/Junioren-/Profi-Team        |
| ---- | ------------------ | ------------------ | -------- | --------------------------------------------- | ------------------------------------ |
| 127. | Paul Fulcher       | Kanada             | LW       | New Jersey Devils                             | London Knights (OHL)                 |
| 128. | Greg Hudas         | Vereinigte Staaten | D        | Detroit Red Wings                             | Redford Royals (GLJHL)               |
| 129. | Dominic Campedelli | Vereinigte Staaten | D        | Toronto Maple Leafs                           | Cohasset High (US High School)       |
| 130. | Jim Johannson      | Vereinigte Staaten | C        | Hartford Whalers                              | Rochester Mayo High (US High School) |
| 131. | Daniel Poudrier    | Kanada             | D        | Nordiques de Québec (von Washington Capitals) | Cataractes de Shawinigan (LHJMQ)     |
| 132. | Wiktor Netschajew  | Sowjetunion        | C        | Los Angeles Kings                             | Ischorez Leningrad (Wtoraja Liga)    |
| 133. | Jay Ness           | Vereinigte Staaten | D        | Chicago Black Hawks                           | Roseau High (US High School)         |
| 134. | Doug Gilmour       | Kanada             | C        | St. Louis Blues                               | Cornwall Royals (OHL)                |
| 135. | Brad Ramsden       | Kanada             | C        | Calgary Flames                                | Peterborough Petes (OHL)             |
| 136. | Grant Couture      | Kanada             | D        | Pittsburgh Penguins                           | Lethbridge Broncos (WHL)             |
| 137. | Parie Proft        | Kanada             | D        | Vancouver Canucks                             | Calgary Wranglers (WHL)              |
| 138. | Derek Ray          | Kanada             | RW       | Winnipeg Jets                                 | Seattle Americans (PJHL)             |
| 139. | Jeff Triano        | Kanada             | D        | Toronto Maple Leafs (von Nordiques de Québec) | Toronto Marlboros (OHL)              |
| 140. | Dave Brown         | Kanada             | RW       | Philadelphia Flyers                           | Saskatoon Blades (WHL)               |
| 141. | Sergei Kapustin    | Sowjetunion        | LW       | New York Rangers                              | Spartak Moskau (Wysschaja Liga)      |
| 142. | Allen Bishop       | Kanada             | D        | Buffalo Sabres                                | Niagara Falls Flyers (OHL)           |
| 143. | Wiktor Schluktow   | Sowjetunion        | C        | Minnesota North Stars                         | ZSKA Moskau (Wysschaja Liga)         |
| 144. | John Meulenbroeks  | Kanada             | D        | Boston Bruins                                 | Brantford Alexanders (OHL)           |
| 145. | Hannu Järvenpää    | Finnland           | RW       | Canadiens de Montréal                         | Kärpät Oulu (SM-liiga)               |
| 146. | Brian Small        | Kanada             | RW       | Edmonton Oilers                               | Ottawa 67’s (OHL)                    |
| 147. | John Tiano         | Vereinigte Staaten | C        | New York Islanders                            | Winthrop High (US High School)       |

### Runde 8
| #    | Spieler           | Nationalität       | Position | NHL-Team                                        | College-/Junioren-/Profi-Team            |
| ---- | ----------------- | ------------------ | -------- | ----------------------------------------------- | ---------------------------------------- |
| 148. | John Hutchings    | Kanada             | D        | New Jersey Devils                               | Oshawa Generals (OHL)                    |
| 149. | Pat Lahey         | Kanada             | C        | Detroit Red Wings                               | Windsor Spitfires (OHL)                  |
| 150. | Steve Smith       | Vereinigte Staaten | D        | Canadiens de Montréal (von Toronto Maple Leafs) | St. Lawrence University (NCAA)           |
| 151. | Mickey Krampotich | Vereinigte Staaten | LW       | Hartford Whalers                                | Hibbing High (US High School)            |
| 152. | Wally Schreiber   | Kanada             | RW       | Washington Capitals                             | Regina Pats (WHL)                        |
| 153. | Peter Helander    | Schweden           | D        | Los Angeles Kings                               | Skellefteå AIK (Elitserien)              |
| 154. | Jeff Smith        | Kanada             | LW       | Chicago Black Hawks                             | London Knights (OHL)                     |
| 155. | Chris Delaney     | Vereinigte Staaten | LW       | St. Louis Blues                                 | Boston College (NCAA)                    |
| 156. | Roy Myllari       | Kanada             | D        | Calgary Flames                                  | Cornwall Royals (OHL)                    |
| 157. | Peter Derksen     | Kanada             | LW       | Pittsburgh Penguins                             | Portland Winter Hawks (WHL)              |
| 158. | Newell Brown      | Kanada             | C        | Vancouver Canucks                               | Michigan State University (NCAA)         |
| 159. | Guy Gosselin      | Vereinigte Staaten | D        | Winnipeg Jets                                   | Rochester Marshall High (US High School) |
| 160. | Brian Glynn       | Vereinigte Staaten | D        | New York Rangers (von Nordiques de Québec)      | Buffalo Jr. Sabres (GLJHL)               |
| 161. | Alain Lavigne     | Kanada             | RW       | Philadelphia Flyers                             | Cataractes de Shawinigan (LHJMQ)         |
| 162. | Janne Karlsson    | Schweden           | D        | New York Rangers                                | Kiruna AIF (Division 1)                  |
| 163. | Claude Verret     | Kanada             | C        | Buffalo Sabres                                  | Draveurs de Trois-Rivières (LHJMQ)       |
| 164. | Paul Miller       | Vereinigte Staaten | D        | Minnesota North Stars                           | Crookston High (US High School)          |
| 165. | Tony Fiore        | Kanada             | C        | Boston Bruins                                   | Junior de Montréal (LHJMQ)               |
| 166. | Tom Kolioupoulos  | Vereinigte Staaten | RW       | Canadiens de Montréal                           | Fraser High (US High School)             |
| 167. | Dean Clark        | Kanada             | LW       | Edmonton Oilers                                 | St. Albert Saints (AJHL)                 |
| 168. | Todd Okerlund     | Vereinigte Staaten | RW       | New York Islanders                              | Burnsville High (US High School)         |

### Runde 9
| #    | Spieler          | Nationalität       | Position | NHL-Team              | College-/Junioren-/Profi-Team           |
| ---- | ---------------- | ------------------ | -------- | --------------------- | --------------------------------------- |
| 169. | Alan Hepple      | Kanada             | D        | New Jersey Devils     | Ottawa 67’s (OHL)                       |
| 170. | Gary Cullen      | Kanada             | C        | Detroit Red Wings     | Cornell University (NCAA)               |
| 171. | Miroslav Ihnačák | Tschechoslowakei   | RW       | Toronto Maple Leafs   | VSŽ Košice (1. Liga)                    |
| 172. | Kevin Skilliter  | Kanada             | D        | Hartford Whalers      | Cornwall Royals (OHL)                   |
| 173. | Jamie Reeve      | Kanada             | G        | Washington Capitals   | Saskatoon Blades (WHL)                  |
| 174. | Dave Chartier    | Kanada             | D        | Los Angeles Kings     | Saskatoon Blades (WHL)                  |
| 175. | Phil Patterson   | Kanada             | RW       | Chicago Black Hawks   | Ottawa 67’s (OHL)                       |
| 176. | Matt Christensen | Vereinigte Staaten | C        | St. Louis Blues       | Aurora-Hoyt Lakes High (US High School) |
| 177. | Ted Pearson      | Kanada             | LW       | Calgary Flames        | University of Wisconsin–Madison (NCAA)  |
| 178. | Greg Gravel      | Kanada             | C        | Pittsburgh Penguins   | Windsor Spitfires (OHL)                 |
| 179. | Don McLaren      | Kanada             | RW       | Vancouver Canucks     | Ottawa 67’s (OHL)                       |
| 180. | Tom Ward         | Vereinigte Staaten | D        | Winnipeg Jets         | Richfield High (US High School)         |
| 181. | Mike Hough       | Kanada             | LW       | Nordiques de Québec   | Kitchener Rangers (OHL)                 |
| 182. | Magnus Roupé     | Schweden           | LW       | Philadelphia Flyers   | Färjestad BK (Elitserien)               |
| 183. | Kelly Miller     | Vereinigte Staaten | LW       | New York Rangers      | Michigan State University (NCAA)        |
| 184. | Rob Norman       | Kanada             | RW       | Buffalo Sabres        | Cornwall Royals (OHL)                   |
| 185. | Pat Micheletti   | Vereinigte Staaten | C        | Minnesota North Stars | Hibbing High (US High School)           |
| 186. | Doug Kostynski   | Kanada             | C        | Boston Bruins         | Kamloops Junior Oilers (WHL)            |
| 187. | Brian Williams   | Vereinigte Staaten | C        | Canadiens de Montréal | Sioux City Musketeers (USHL)            |
| 188. | Ian Wood         | Kanada             | G        | Edmonton Oilers       | Penticton Knights (BCJHL)               |
| 189. | Gordon Paddock   | Kanada             | C        | New York Islanders    | Saskatoon J’s (SJHL)                    |

### Runde 10
| #    | Spieler          | Nationalität       | Position | NHL-Team                                | College-/Junioren-/Profi-Team            |
| ---- | ---------------- | ------------------ | -------- | --------------------------------------- | ---------------------------------------- |
| 190. | Brent Shaw       | Kanada             | RW       | New Jersey Devils                       | Seattle Breakers (WHL)                   |
| 191. | Brent Meckling   | Kanada             | D        | Detroit Red Wings                       | Calgary Canucks (AJHL)                   |
| 192. | Leigh Verstraete | Kanada             | RW       | Toronto Maple Leafs                     | Calgary Wranglers (WHL)                  |
| 193. | Simo Saarinen    | Finnland           | D        | New York Rangers (von Hartford Whalers) | HIFK Helsinki (SM-liiga)                 |
| 194. | Juha Nurmi       | Finnland           | C        | Washington Capitals                     | Tappara Tampere (SM-liiga)               |
| 195. | John Franzosa    | Vereinigte Staaten | G        | Los Angeles Kings                       | Brown University (NCAA)                  |
| 196. | Jim Camazzola    | Kanada             | LW       | Chicago Black Hawks                     | Penticton Knights (BCJHL)                |
| 197. | John Shumski     | Vereinigte Staaten | C        | St. Louis Blues                         | Rensselaer Polytechnic Institute (NCAA)  |
| 198. | Jim Uens         | Kanada             | C        | Calgary Flames                          | Oshawa Generals (OHL)                    |
| 199. | Stu Wenaas       | Kanada             | D        | Pittsburgh Penguins                     | Winnipeg Warriors (WHL)                  |
| 200. | Al Raymond       | Kanada             | LW       | Vancouver Canucks                       | Niagara Falls Flyers (OHL)               |
| 201. | Mike Savage      | Kanada             | LW       | Winnipeg Jets                           | Sudbury Wolves (OHL)                     |
| 202. | Vincent Lukáč    | Tschechoslowakei   | LW       | Nordiques de Québec                     | VSŽ Košice (1. Liga)                     |
| 203. | Tom Allen        | Vereinigte Staaten | G        | Philadelphia Flyers                     | Michigan Technological University (NCAA) |
| 204. | Bob Lowes        | Kanada             | C        | New York Rangers                        | Prince Albert Raiders (SJHL)             |
| 205. | Mike Craig       | Kanada             | G        | Buffalo Sabres                          | Billings Bighorns (WHL)                  |
| 206. | Arnold Kadlec    | Tschechoslowakei   | D        | Minnesota North Stars                   | CHZ Litvínov (1. Liga)                   |
| 207. | Tony Gilliard    | Kanada             | LW       | Boston Bruins                           | Niagara Falls Flyers (OHL)               |
| 208. | Bob Emery        | Vereinigte Staaten | D        | Canadiens de Montréal                   | Matignon High (US High School)           |
| 209. | Grant Dion       | Kanada             | D        | Edmonton Oilers                         | Cowichan Valley Capitals (BCJHL)         |
| 210. | Eric Faust       | Kanada             | D        | New York Islanders                      | Henry Carr High (Canadian High School)   |

### Runde 11
| #    | Spieler        | Nationalität       | Position | NHL-Team              | College-/Junioren-/Profi-Team          |
| ---- | -------------- | ------------------ | -------- | --------------------- | -------------------------------------- |
| 211. | Scott Fusco    | Vereinigte Staaten | C        | New Jersey Devils     | Harvard University (NCAA)              |
| 212. | Mike Stern     | Kanada             | LW       | Detroit Red Wings     | Oshawa Generals (OHL)                  |
| 213. | Tim Loven      | Vereinigte Staaten | D        | Toronto Maple Leafs   | Grand Forks High (US High School)      |
| 214. | Martin Linse   | Schweden           | C        | Hartford Whalers      | Djurgårdens IF (Elitserien)            |
| 215. | Wayne Prestage | Kanada             | C        | Washington Capitals   | Seattle Breakers (WHL)                 |
| 216. | Ray Shero      | Vereinigte Staaten | LW       | Los Angeles Kings     | St. Lawrence University (NCAA)         |
| 217. | Mike James     | Kanada             | D        | Chicago Black Hawks   | Ottawa 67’s (OHL)                      |
| 218. | Brian Ahern    | Vereinigte Staaten | LW       | St. Louis Blues       | West St. Paul High (US High School)    |
| 219. | Rick Erdall    | Vereinigte Staaten | C        | Calgary Flames        | University of Minnesota (NCAA)         |
| 220. | Chris McCauley | Kanada             | D        | Pittsburgh Penguins   | London Knights (OHL)                   |
| 221. | Steve Driscoll | Kanada             | LW       | Vancouver Canucks     | Cornwall Royals (OHL)                  |
| 222. | Bob Shaw       | Kanada             | RW       | Winnipeg Jets         | Penticton Knights (BCJHL)              |
| 223. | André Martin   | Kanada             | D        | Nordiques de Québec   | Junior de Montréal (LHJMQ)             |
| 224. | Rick Gal       | Kanada             | C        | Philadelphia Flyers   | Lethbridge Broncos (WHL)               |
| 225. | Andy Otto      | Vereinigte Staaten | D        | New York Rangers      | Northwood Prep (US High School)        |
| 226. | Jim Plankers   | Vereinigte Staaten | D        | Buffalo Sabres        | Cloquet High (US High School)          |
| 227. | Scott Knutson  | Vereinigte Staaten | LW       | Minnesota North Stars | Warroad High (US High School)          |
| 228. | Tommy Lehman   | Schweden           | C        | Boston Bruins         | Stocksunds IF (Division 2)             |
| 229. | Darren Acheson | Kanada             | C        | Canadiens de Montréal | Fort Saskatchewan Traders (AJHL)       |
| 230. | Chris Smith    | Kanada             | G        | Edmonton Oilers       | Regina Pats (WHL)                      |
| 231. | Pat Goff       | Vereinigte Staaten | D        | New York Islanders    | Alexander Ramsey High (US High School) |

### Runde 12
| #    | Spieler         | Nationalität       | Position | NHL-Team                                        | College-/Junioren-/Profi-Team       |
| ---- | --------------- | ------------------ | -------- | ----------------------------------------------- | ----------------------------------- |
| 232. | Dan Dorion      | Vereinigte Staaten | RW       | New Jersey Devils                               | Austin Mavericks (USHL)             |
| 233. | Shaun Reagan    | Kanada             | RW       | Detroit Red Wings                               | Brantford Alexanders (OHL)          |
| 234. | Jim Appleby     | Kanada             | G        | Toronto Maple Leafs                             | Winnipeg Warriors (WHL)             |
| 235. | Randy Cameron   | Kanada             | D        | Hartford Whalers                                | Winnipeg Warriors (WHL)             |
| 236. | Jon Holden      | Kanada             | G        | Washington Capitals                             | Peterborough Petes (OHL)            |
| 237. | Mats Ulander    | Schweden           | LW       | Los Angeles Kings                               | AIK Solna (Elitserien)              |
| 238. | Bob Andrea      | Kanada             | D        | Chicago Black Hawks                             | Dartmouth Arrows (MJAHL)            |
| 239. | Pete Smith      | Vereinigte Staaten | G        | St. Louis Blues                                 | University of Maine (NCAA)          |
| 240. | Dale Thompson   | Kanada             | RW       | Calgary Flames                                  | Calgary Canucks (AJHL)              |
| 241. | Stan Bautsch    | Vereinigte Staaten | G        | Pittsburgh Penguins                             | Hibbing High (US High School)       |
| 242. | Shawn Green     | Kanada             | RW       | Vancouver Canucks                               | Victoria Cougars (WHL)              |
| 243. | Jan Ericson     | Schweden           | LW       | Winnipeg Jets                                   | AIK Solna (Elitserien)              |
| 244. | Jozef Lukáč     | Tschechoslowakei   | LW       | Nordiques de Québec                             | VSŽ Košice (1. Liga)                |
| 245. | Mark Vichorek   | Vereinigte Staaten | D        | Philadelphia Flyers                             | Sioux City Musketeers (USHL)        |
| 246. | Dwayne Robinson | Kanada             | D        | New York Rangers                                | University of New Hampshire (NCAA)  |
| 247. | Marco Kallas    | Vereinigte Staaten | C        | Washington Capitals (von Buffalo Sabres)        | St. Louis Junior Blues (CSHL)       |
| 248. | Jan Jasko       | Tschechoslowakei   | LW       | Nordiques de Québec (von Minnesota North Stars) | Slovan Bratislava (1. SNHL)         |
| 249. | Bruno Campese   | Kanada             | G        | Boston Bruins                                   | Northern Michigan University (NCAA) |
| 250. | Bill Brauer     | Vereinigte Staaten | D        | Canadiens de Montréal                           | Edina High (US High School)         |
| 251. | Jeff Crawford   | Kanada             | RW       | Edmonton Oilers                                 | Regina Pats (WHL)                   |
| 252. | Jim Koudys      | Kanada             | C        | New York Islanders                              | Sudbury Wolves (OHL)                |

## Statistik
| Rang | Nationalität       | Anzahl |
| ---- | ------------------ | ------ |
|      | Nordamerika        | 217    |
| 1.   | Kanada             | 156    |
| 2.   | Vereinigte Staaten | 61     |
|      | Europa             | 35     |
| 3.   | Schweden           | 14     |
| 4.   | Tschechoslowakei   | 13     |
| 5.   | Finnland           | 5      |
| 6.   | Sowjetunion        | 3      |

| Rang | Position             | Anzahl |
| ---- | -------------------- | ------ |
| 1.   | Verteidiger          | 78     |
| 2.   | Center               | 57     |
| 2.   | linke Flügelstürmer  | 58     |
| 4.   | rechte Flügelstürmer | 41     |
| 5.   | Torhüter             | 18     |

| Rang | Liga                                            | Anzahl |
| ---- | ----------------------------------------------- | ------ |
| 1.   | Ontario Hockey League (OHL)                     | 60     |
| 2.   | Western Hockey League (WHL)                     | 52     |
| 3.   | US High School                                  | 38     |
| 4.   | National Collegiate Athletic Association (NCAA) | 20     |
| 5.   | Ligue de hockey junior majeur du Québec (LHJMQ) | 17     |
| 6.   | 1. Liga                                         | 11     |
| 7.   | Elitserien                                      | 8      |
| 7.   | British Columbia Junior Hockey League (BCJHL)   | 8      |
| 9.   | SM-liiga                                        | 5      |
| 9.   | Saskatchewan Junior Hockey League (SJHL)        | 5      |
| 9.   | Division 1                                      | 5      |
| 9.   | Alberta Junior Hockey League (AJHL)             | 5      |
| 13.  | United States Hockey League (USHL)              | 3      |
| 14.  | Wysschaja Liga                                  | 2      |
| 14.  | 1. Slovenská národná hokejová liga (1. SNHL)    | 2      |
| 14.  | Great Lakes Junior Hockey League (GLJHL)        | 2      |
| 17.  | Canadian High School                            | 1      |
| 17.  | Central Ontario Junior Hockey League (COJHL)    | 1      |
| 17.  | Central States Hockey League (CSHL)             | 1      |
| 17.  | Division 2                                      | 1      |
| 17.  | Ligue de Hockey Junior A du Québec (LHJAQ)      | 1      |
| 17.  | Maritime Junior A Hockey League (MJAHL)         | 1      |
| 17.  | Pacific Junior Hockey League (PJHL)             | 1      |
| 17.  | Western Ontario Junior Hockey League (WOJHL)    | 1      |
| 17.  | Wtoraja Liga                                    | 1      |

## Rückblick

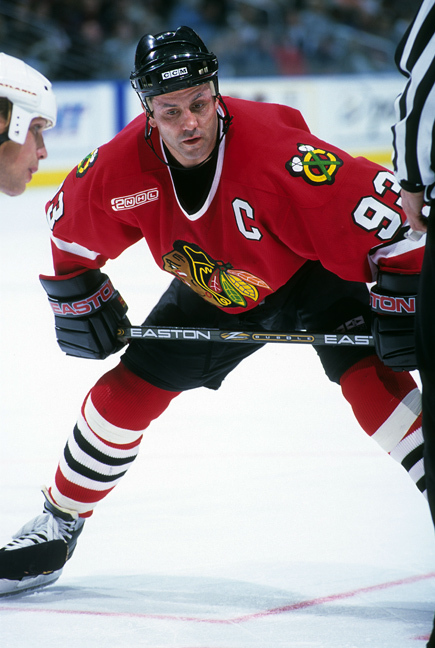
Doug Gilmour, statistisch bester Spieler dieses Jahrgangs

Alle Spieler dieses Draft-Jahrgangs haben ihre Profikarrieren beendet. Die Tabellen zeigen die jeweils fünf besten Akteure in den Kategorien Spiele, Tore, Vorlagen und Scorerpunkte sowie die drei Torhüter mit den meisten Siegen in der NHL. Darüber hinaus haben 109 der 252 gewählten Spieler (ca. 43 %) mindestens eine NHL-Partie bestritten.
Abkürzungen: Sp = Spiele, T = Tore, V = Assists, Pkt = Scorerpunkte, S = Siege; Fett: Bestwert
| Pick | Spieler         | Position | Sp   | T   | V   | Pkt  |
| ---- | --------------- | -------- | ---- | --- | --- | ---- |
| 134. | Doug Gilmour    | C        | 1474 | 450 | 964 | 1414 |
| 16.  | Dave Andreychuk | LW       | 1639 | 640 | 698 | 1338 |
| 6.   | Phil Housley    | D        | 1495 | 338 | 894 | 1232 |
| 43.  | Pat Verbeek     | RW       | 1424 | 522 | 540 | 1062 |
| 2.   | Brian Bellows   | LW       | 1188 | 485 | 537 | 1022 |
| 5.   | Scott Stevens   | D        | 1635 | 196 | 712 | 908  |
| 88.  | Ray Ferraro     | C        | 1258 | 408 | 490 | 898  |

| Pick | Spieler        | Sp  | S   |
| ---- | -------------- | --- | --- |
| 119. | Ron Hextall    | 608 | 296 |
| 45.  | Ken Wregget    | 575 | 225 |
| 55.  | Mario Gosselin | 241 | 91  |